# Anthrenoides falsificus
Anthrenoides falsificus är en biart som beskrevs av Urban 2007. Anthrenoides falsificus ingår i släktet Anthrenoides och familjen grävbin. Inga underarter finns listade i Catalogue of Life.